# Pěnicovití
Pěnicovití (Sylviidae) je čeleď malých zpěvných ptáků. Hnízdí především v Evropě, Asii a v menším rozsahu také v Africe. Většina druhů mírného pásma je tažná a zimuje v Africe nebo tropické Asii. Mnoho pěnicovitých ptáků patří k dobrým pěvcům, i když ne tak dokonalým jakými jsou např. drozdovití (Turdidae).

## Popis
Většina pěnicovitých ptáků je nevýrazně zbarvená (až na některé asijské druhy). Samec a samice jsou často podobní, mohou se však výrazně lišit, zvláště u rodu pěnice Sylvia. Jsou to malí až středně velcí ptáci, dorůstající délky 9 až 16 cm, s malými, špičatými zobáky. Prakticky všechny druhy jsou primárně hmyzožravé, i když někteří pěnicovití se živí také plody, nektarem a malými semeny.
Většina druhů je monogamních a staví jednoduché miskovité hnízdo v hustém porostu. Snáší dvě až šest vajec. Na péči o mláďata se obvykle podílejí oba rodiče, mláďata dosahují vzletnosti ve věku kolem dvou týdnů.

## Systematika
Koncem 20. století zahrnovala čeleď pěnicovití v tehdejším pojetí téměř 300 malých hmyzožravých druhů ptáků v téměř 50 rodech. Samotná čeleď byla v dřívější době oddělena od čeledi lejskovití (Muscicapidae), která po většinu doby sloužila jako největší "odpadkový koš" pro taxony v historii ornitologie. Začátkem 20. století byl téměř každý vědecky popsaný hmyzožravý pěvec Starého světa zařazen v určité chvíli do této čeledi, většina druhů v ní zůstala umístěna i nadále.
Teprve po polovině 20. století se začala čeleď Muscicapidae v širokém pojetí rozpadat. Nicméně čeleď pěnicovití zůstala obrovskou skupinou, s jen málo rozlišitelnými vztahy mezi zahrnutými druhy. Ač nebyla tak pestrá jako čeleď timáliovití (Timaliidae - další "sběrný taxon" zahrnující druhy podobnější drozdům), hranice mezi taxony dříve spojovanými do jediné čeledi Muscicapidae zůstávaly nejasné. Převážně jižní cistovníci (Cisticolidae) byli tradičně zahrnuti mezi pěnicovité. Také králíčci (Regulidae) byli často umisťováni do této čeledi. Americká ornitologická unie sem řadí podčeleď leskotů (Polioptilinae).
Sibley & Ahlquist spojili na základě studií DNA-DNA hybridizace pěnicovité ptáky s timáliemi a dalšími skupinami do nadčeledi Sylvioidea. Ukázalo se tak, že čeleď lejskovití (Muscicapidae) v původním pojetí spojovala naprosto nepříbuzné druhy. Posléze začala být zpochybňována také monofylie jednotlivých větví pěvců.
V dalších letech analýzy DNA poskytly více informací o vztazích uvnitř nadčeledi Sylvioidea. Rozmanitost předpokládaných "čeledí" byla ovšem podceněna a z každé z nich byl obvykle vybrán jen jeden nebo dva druhy. Malé nebo méně známé skupiny (jako např. rod Paradoxornis) byly zcela opomenuty. Potvrzeno tak mohlo být jen to, že cistovníci (Cisticolidae) jsou samozřejmě odlišnou skupinou a že bulbulovití (Pycnonotidae) jsou zřejmě nejbližšími příbuznými skupiny čeledí, zahrnující mimo pěnicovité pěvce timáliovité (Timaliidae), cistovníkovité (Cisticolidae) a kruhoočkovité (Zosteropidae).
V roce 2003 studie vztahů druhů čeledi timáliovitých (Timaliidae) na základě analýzy mtDNA cytochromu b ukázala, že čeledi timáliovitých a pěnicovitých nejsou vzájemně monofyletické. Navíc rod pěnice (Sylvia) se ukázal být nejblíže příbuzným druhům jako je timálie žlutooká (Chrysomma sinense, považována za atypický druh čeledi) nebo cistovníček pobřežní (Chamaea fasciata, považovaný za jediný americký druh timálií). Rovněž sýkořicovití (Paradoxornithidae) s nejasnými vztahy se ukázaly být součástí evidentně výrazně definovaného kladu.
Cibois navrhovala, aby byl taxon pěnicovití (Sylviidae) zrušen a rod pěnice (Sylvia) zařazen mezi timáliovité, ale pochybnosti zůstaly. Bylo jasné, že rozsah čeledi vyžaduje další studii zahrnující reprezentativní vzorek druhů. Tyto studie byly uskutečněny Beresfordem a Alströmem, kteří zjistili, že čeleď pěnicovitých v pojetí z konce 20. století zahrnuje nejméně čtyři, možná však až sedm velkých odlišných vývojových linií. Navrhli pak vytvoření několika nových čeledí, které by lépe odrážely evoluční historii skupiny Sylvioidea - jedná se o čeledi budníčkovití (Phylloscopidae), cetiovití (Cetiidae), rákosníkovití (Acrocephalidae) a cistovníkovcovití (Megaluridae).
Rozsáhlá studie Cai & kol., 2019 čeleď Sylviidae definuje pouze pro rody Sylvia a Curruca (se synonymizováním rodů Parophasma Reichenow, 1905 a Lioptilus Bonaparte, 1850 v rámci rodu Sylvia). Za sesterskou skupinu takto okleštěných pěnicovitých je pokládána čeleď Paradoxornithidae, zahrnující rod Paradoxornis (anglicky parrotbills) a příbuzné formy, jinak klasifikované přímo v rámci Sylviidae. Této klasifikace se k březnu 2024 drží i IOC World Bird List (v14.1). Rod Curruca zahrnuje většinu bývalých zástupců rodu Sylvia, a to na základě výsledků studie Voelker & Light, 2011. Některé práce však toto dělení označují za zbytečné a destabilizující nomenklaturu.

## Druhy

### Čeleď Sylviidae v užším pojetí[14]
rod Sylvia Scopoli, 1769
- Sylvia abyssinica (Rüppell, 1840) – timálie mniší
- Sylvia atricapilla (Linnaeus, 1758) – pěnice černohlavá
- Sylvia atriceps (Sharpe, 1902)
- Sylvia borin (Boddaert, 1783) – pěnice slavíková
- Sylvia dohrni (Hartlaub, 1866) – lejsek principeský
- Sylvia galinieri (Guérin-Méneville, 1843) – timálie jalovcová
- Sylvia nigricapillus (Vieillot, 1818) – timálie černočapková

rod Curruca Bechstein, 1802
- Curruca balearica (von Jordans, 1913) – pěnice baleárská
- Curruca boehmi (Reichenow, 1882) – pěnice pestrá
- Curruca buryi (Ogilvie-Grant, 1913) – pěnice jemenská
- Curruca cantillans (Pallas, 1764) – pěnice vousatá
- Curruca communis (Latham, 1787) – pěnice hnědokřídlá
- Curruca conspicillata (Temminck, 1820) – pěnice brýlatá
- Curruca crassirostris (Cretzschmar, 1830) – pěnice dlouhozobá
- Curruca curruca (Linnaeus, 1758) – pěnice pokřovní
- Curruca deserti (Loche, 1858) – pěnice pouštní
- Curruca deserticola (Tristram, 1859) – pěnice severoafrická
- Curruca hortensis (J. F. Gmelin, 1789) – pěnice mistrovská
- Curruca iberiae (Svensson, 2013) – pěnice západní
- Curruca layardi (Hartlaub, 1862) – pěnice jihoafrická
- Curruca leucomelaena Hemprich & Ehrenberg, 1833 – pěnice arabská
- Curruca lugens (Rüppell, 1840) – pěnice hnědá
- Curruca melanocephala (J. F. Gmelin, 1789) – pěnice bělohrdlá
- Curruca melanothorax (Tristram, 1872) – pěnice kyperská
- Curruca mystacea (Ménétries, 1832) – pěnice černolící
- Curruca nana Hemprich & Ehrenberg, 1833 – pěnice malá
- Curruca nisoria (Bechstein, 1792) – pěnice vlašská
- Curruca ruppeli (Temminck, 1823) – pěnice turecká
- Curruca sarda (Temminck, 1820) – pěnice sardinská
- Curruca subalpina (Temminck, 1820) – pěnice ligurská
- Curruca subcoerulea (Vieillot, 1817) – pěnice proužkohrdlá
- Curruca undata (Boddaert, 1783) – pěnice kaštanová

### Taxony přesunuté do jiných čeledí
- do čeledi Paradoxornithidae
  - rod Lioparus
  - rod Chrysomma
  - rod Rhopophilus
  - rod Fulvetta
  - rod Chamea
  - rod Paradoxornis
  - rod Conostoma
- do čeledi timáliovití (Timaliidae)
  - rod Graminicola, cistovníkovec
- do čeledi cistovníkovití (Cisticolidae)
  - rod Bathmocercus, cetie
  - rod Spectomycter, cetie - někdy spojován s předchozím, snad do této čeledi
  - rod Poliolais, pěnicovec - Cisticolidae nebo více bazální skupina jako timálie
  - dva až čtrnáct z patnácti druhů rodu Orthothomus, krejčiřík
- do čeledi rákosníkovití (Acrocephalidae) - obvykle větší pěvci, většina je zbarvená olivově hnědě shora, se žlutavým zabarvením spodiny. Žijí v otevřenějších lesních oblastech, rákosinách nebo vysoké trávě; převážně v jižní Asii až západní Evropě a okolních oblastech až daleko do oblasti Tichého oceánu, několik druhů v Africe. Hranice rodů je třeba důkladně revidovat - buď přesunout většinu druhů do rodu Acrocephalus nebo tento rod rozdělit na více, zatím chybí další vědomosti.
  - rod Acrocephalus, rákosník (asi 35 druhů)
  - rod Hippolais, sedmihlásek (8 druhů)
  - rod Chloropeta, sedmihlásek (3 druhy)
  - rod Nesillas, rákosník (4 druhy + 1 nedávno vyhynulý)
- do čeledi Bernieridae
  - rod Thamnornis, "rákosník"
  - rod Cryptosylvicola, pěnicovec
- do čeledi cistovníkovcovití (Megaluridae) - cvrčilky a cistovníkovci, středně velcí a obvykle dlouhoocasí pěvci, někdy s výraznou kresbou, ale obvykle nenápadně zbarvení, často sbírají potravu na zemi. Žijí ve Starém světě a australské oblasti, s centrem rozšíření kolem Indického oceánu; jeden druh snad i v Jižní Americe (Donacobius atricapillus, střízlík černohlavý - dříve považován za aberantního střízlíka nebo drozdce). Ne příliš silně vyhraněný klad vyžadující další studie.
  - rod Bradypterus, cetie (více než 20 druhů) - parafyletický, min. jeden druh do této čeledi nepatří (B. victorini, cetie oranžovooká)
  - rod Locustella, cvrčilka (9 druhů)
  - rod Megalurus, cistovníkovec - pravděpodobně polyfyletický
- do čeledi cetiovití (Cetiidae) - další skupina obecně nenápadně zbarvených pěvců, menších a s zakulacenějším ocasem než Megaluridae. Obvykle se vyskytují v křovinách a podrostu. Vyskytují se v kontinentální Asii a okolních oblastech, zasahují do Afriky a jižní Evropy.
  - rod Pholidornis, "moudivláček" - prozatím umístěný sem
  - rod Hylia, "budníček" - prozatím umístěn sem
  - rod Abroscopus, "budníček"
  - rod Erythrocercus, "lejskovec" - původně v čeledi lejskovcovití (Monarchidae)
  - rod Urosphena, tesie
  - rod Tessia, tesie
  - rod Cettia, cetie - polyfyletický
  - rod Tickellia, "budníček"
  - rod Phyllergates
- do čeledi mlynaříkovití (Aegithalidae)
  - rod Leptopoecile - prozatímně
- do čeledi budníčkovití (Phylloscopidae) - velmi variabilní ve velikosti, často živě zeleně zbarvení shora a žlutí zespoda nebo méně výrazně šedozelení až šedohnědí. Často chytají potravu v letu. Žijí v Eurasii až po Indonésii a v Africe.
  - rod Phylloscopus, budníček (asi 55 druhů) - polyfyletický
  - rod Seicercus, budníček - polyfyletický
- afričtí pěnicovití pěvci - skupina Sphenoeacus, klad na druhy chudých a dosti starobylých afrických pěvců, ekomorfologicky značně variabilních; monofylie vyžaduje potvrzení.
  - rod Sylvietta
  - rod Melocichla
  - rod Achaetops
  - rod Sphenoeacus
  - nepopsaný rod zahrnující "Bradypterus" victorini
  - rod Macrosphenus
- "Sylviidae" incertae sedis - taxony, které dosud nebyly studovány. Pravděpodobně patří do jedné z čeledí zde zmíněných; australsko-pacifické druhy zřejmě do Megaluridae.
  - rod Dromaeocercus - zřejmě Megaluridae
  - rod Phyllolais - ?Cisticolidae
  - rod Graueria
  - rod Eremomela - ?Cetiidae
  - rod Randia - ?Bernieridae
  - rod Hemitesia
  - rod Bowdleria - občas spojován s Megalurus; ?Megaluridae
  - rod Chaetornis - ?Megaluridae
  - rod Schoenicola - ?bazální Megaluridae
  - rod Cincloramphus - ?bazální Megaluridae
  - rod Eremiornis - pravděpodobně Megaluridae
  - rod Buettikoferella - pravděpodobně Megaluridae
  - rod Megalurulus - pravděpodobně Megaluridae
  - rod Trichocichla
- vyřazeny mimo Sylvioidea - zcela nepříbuzné taxony, dříve řazeny do čeledi pěnicovitých
  - rod Amaurocichla - zřejmě Passeroidea, blízce příbuzné nebo v rámci čeledi konipasovití (Motacillidae)
  - rod Stenostira - spolu s dalšími "divnými lejsky" tvoří novou čeleď Stenostiridae, blízce příbuznou sýkorám (Paridae)
  - rod Hyliota - bazální Passerida bez známých příbuzných, snad blíže příbuzní čeledi Promeropidae
  - rod Newtonia - nyní v čeledi Vangidae, snad polyfyletický